# Hemberg (Sankt Gallen)
Hemberg és un municipi del cantó de Sankt Gallen (Suïssa), situat al districte de Toggenburg.

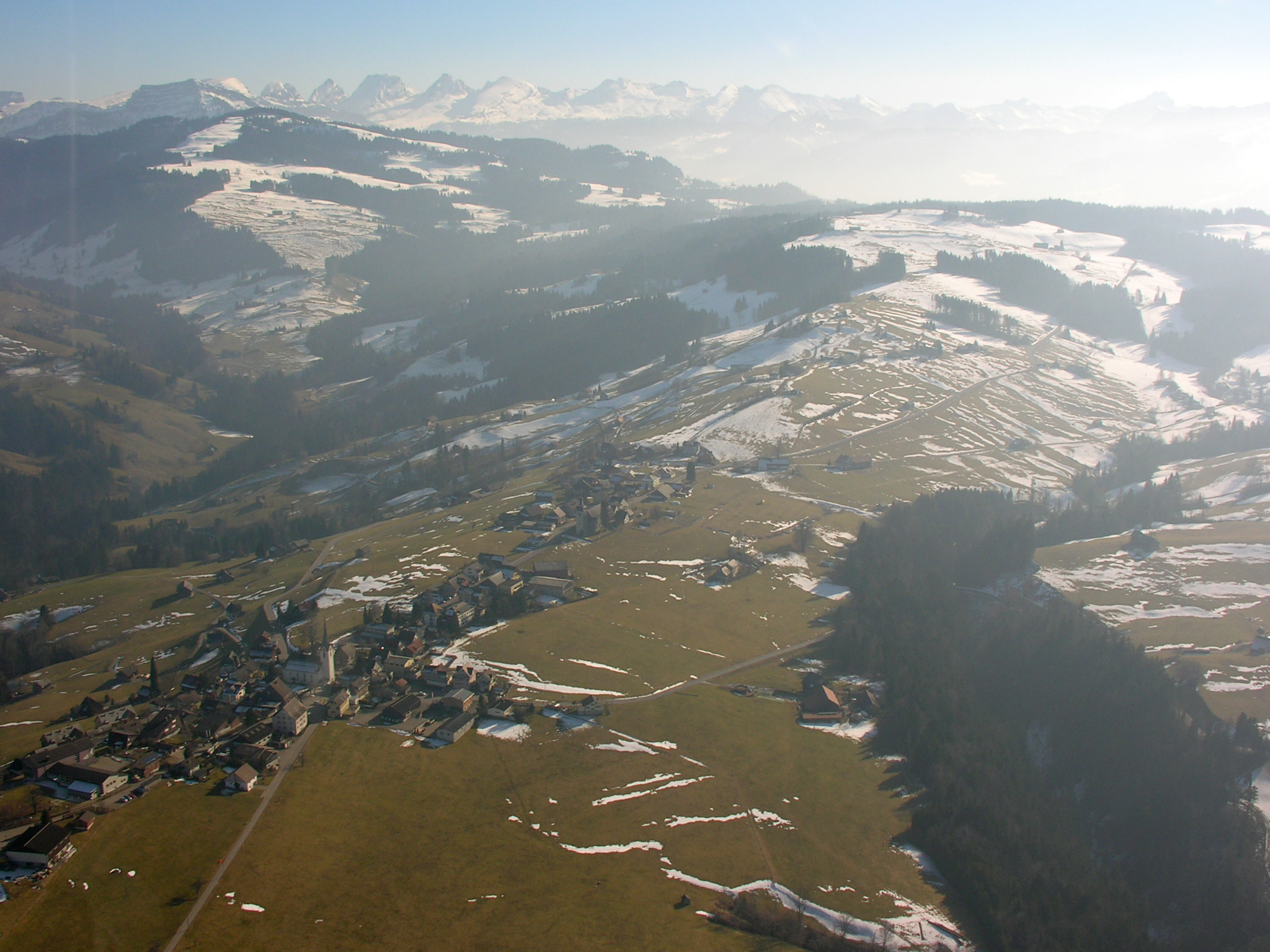
Vista aèria